# Sierra de los Cuchumatanes
Sierra de los Cuchumatanes (również: Alto Cuchumatanes) – najwyższe niewulkaniczne pasmo górskie w Ameryce Środkowej. Jego wysokość wynosi od 500 do ponad 3800 m n.p.m., a zajmowana przez nie powierzchnia to około 16 350 km². Z powierzchnią 1500 km² położoną powyżej 3000 m n.p.m. jest najrozleglejszym regionem górskim w Ameryce Środkowej.

## Geografia
Sierra de los Cuchumatanes leży w zachodniej Gwatemali w departamentach Huehuetenango i Quiché. Zachodnią i południowo-zachodnią granicę pasma wyznacza rzeka Seleguá, która oddziela je od wulkanicznego łańcucha Sierra Madre de Chiapas. Południowa granica Sierra de los Cuchumatanes jest określana przez rzekę Chixoy, której bieg następnie skręca na północ i oddziela pasmo od regionu Alta Verapaz. Najwyższy szczyt, Cerro Chemal, który mierzy 3837 m n.p.m., jest zlokalizowany w departamencie Huehuetenango.

## Etymologia
Nazwa Cuchumatán pochodzi od słów z języka mam cuchuj (gromadzić lub jednoczyć) oraz matán (przez siłę wyższą) i znaczy: to, co zostało zgromadzone przez siłę wyższą. Cuchumatán może mieć również źródło w języku nahuatl – słowo kochmatlán, które oznacza: miejsce łowców papug.